# La pérgola de las flores (película)
 La pérgola de las flores  es una película filmada en colores coproducida entre Chile, Argentina y España y dirigida por Román Viñoly Barreto sobre el guion de Rodolfo Manuel Taboada según la comedia musical chilena La pérgola de las flores de Francisco Flores del Campo e Isidora Aguirre que se estrenó el 9 de septiembre de 1965 y que tuvo como protagonistas a Marujita Díaz, Antonio Prieto, Dringue Farías y Tincho Zabala. Recibió el premio a la mejor película de 1965 del Instituto Nacional de Cine y Artes Audiovisuales.

## Sinopsis
Ambientada en Santiago de Chile en 1925, un grupo de estudiantes se oponen a la demolición de un mercado de flores.

## Reparto
Intervinieron en el filme los siguientes intérpretes:
- Marujita Díaz .... Carmela San Martín
- Antonio Prieto ... Carlucho
- Dringue Farías ... Rufino
- Tincho Zabala ... Alcibíades  (alcalde)
- Beatriz Bonnet ... Laura Larraín, viuda de Valenzuela
- Teresa Blasco ... Ramona
- Mariel Comber ... Clarita
- Rodolfo Onetto ... Regidor Gutiérrez
- Juanito Belmonte ... Pimpín
- María Antonia Tejedor
- Guido Gorgatti ... Pierre
- Patricia Shaw
- Tristán ... Fuensalida
- Carlos Víctor Andris
- Mario Savino ... Concejal
- Rafael Diserio
- Carlos Bianquet
- Miguel Ligero ... Ruperto

## Comentarios
Antonio A. Salgado en Tiempo de Cine dijo:

”…despliega una vistosidad en la que no abunda el cine argentino. La música es buena, también, y está heredada de la obra teatral homónima, gran hit del actual teatro chileno. El film puede verse con agrado muy superficial; el primer premio del Instituto Nacional de Cinematografía es, sin duda, una exageración.”

Rafael Granados comentó en La Cooperación:

”La ausencia de ideas y de un criterio plástico para resolver las escenas de conjunto hace más irritable ese continuo y pretencioso despliegue de gente.”

Por su parte, Manrupe y Portela escriben:

”Una de las últimas superproducciones de la Sono, con gran despliegue escenográfico y de actores…tiene más de película española de los ’40 que otra cosa. Buena labor de Farías.”

## Reconocimientos
Festival Internacional de Cine de Moscú de 1965
| Categoría       | Resultado |
| --------------- | --------- |
| Sección oficial | Incluida  |